# 萧大通
萧大通（664年—724年12月25日）是南兰陵人。唐朝大臣来景晖的夫人。
曾祖父萧德言，祖父太子洗马、朝散大夫萧沈，父亲相王府兵曹参军，赠徐州刺史萧安节，兄弟宰相萧至忠、官至谏议大夫萧元嘉、工部员外郎萧广微。萧大通嫁给唐高宗时的宰相来恒的儿子来景晖。笃信佛教，因为长兄萧至忠党附太平公主被杀，丈夫被贬为郴州别驾。开元十二年十二月初五（724年12月25日）卒于洛阳会节里，享年六十一岁，有二子四女，二子为洪州高安县主簿来翁宠、冀州参军来瑶。